# Aperittochelifer capensis
Aperittochelifer capensis är en spindeldjursart som först beskrevs av Hewitt och Godfrey 1929.  Aperittochelifer capensis ingår i släktet Aperittochelifer och familjen tvåögonklokrypare. Inga underarter finns listade i Catalogue of Life.